# Alfred G. Gilman
Alfred Goodman Gilman (New Haven, Connecticut, 1941. július 1. – Dallas, Texas, 2015. december 23.) amerikai biokémikus, farmakológus. 1994-ben Martin Rodbell-lel közösen elnyerte az orvostudományi Nobel-díjat a G-proteinek felfedezéséért.

## Tanulmányai
Alfred G. Gilman 1941. július 1-én született a connecticuti New Havenben, zsidó családban. Apja Alfred Gilman, a Yale Egyetem kémiaprofesszora, anyja Mabel Gilman (lánykori nevén Schmidt) zongoratanárnő volt. Apja is zenebarát volt, több hangszeren játszott. Alfred apai nagyapja hangszerboltot vezetett, anyai nagyapja pedig hivatásos trombitás volt; Alfred azonban nem örökölte a zenei tehetséget, az egyetemen még játszott a koncertzenekarban, de aztán felhagyott vele.
Gyerekkorát New York elővárosában, White Plains-ben töltötte, miközben apja a Columbia Egyetemen és az Albert Einstein College of Medicine-en tanított. A helyi iskolák után szülei beíratták a connecticuti bentlakásos, egyetemi előkészítő The Taft School-ba, majd apja példáját követve a Yale Egyetemen tanult, ahol fő tárgya a biokémia volt. 1962-ben megszerezte BSc oklevelét, utána pedig farmakológiát tanult a clevelandi Case Western Reserve University-n. Gilman itt a ciklikus-AMP szignáltovábbító hatását vizsgálta a későbbi Nobel-díjas Earl Sutherland laboratóriumában. 1969-ben megszerezte orvosdoktori és PhD fokozatát.

## Pályafutása

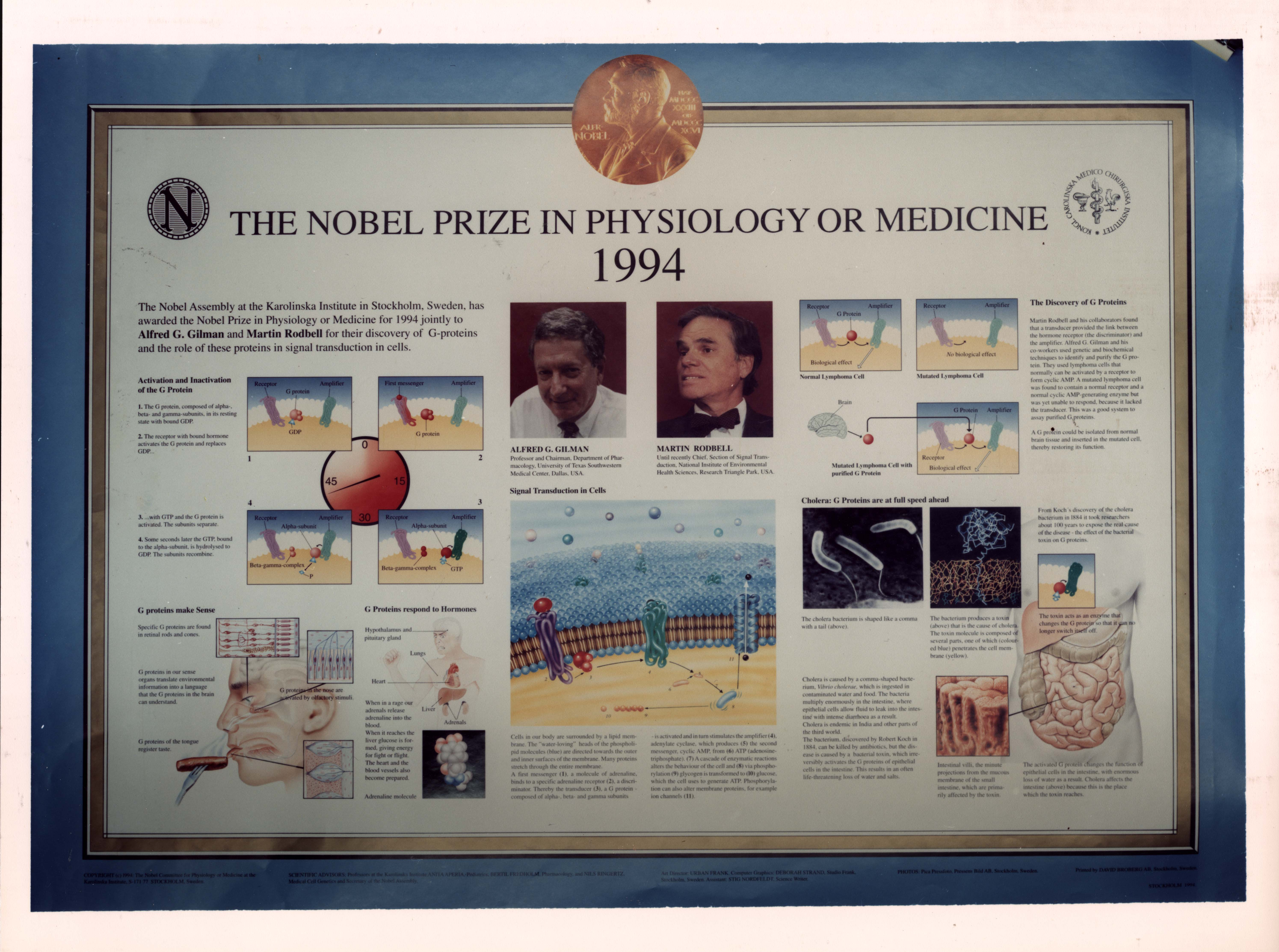
Gilman és Rodbell Nobel-díját hírül adó poszter az NIH-en 1994-ben

Gilman 1969-től posztdoktori ösztöndíjjal a National Institutes of Health (NIH)-ben dolgozott a neves molekuláris biológus, Marshall Nirenberg csoportjában. Kidolgozott egy egyszerű és érzékeny módszert a cAMP detektálásra. 1971-től a Virginiai Egyetem adjunktusa lett Charlottesville-ben, ahol már több clevelandi kollégája is dolgozott, közöttük a későbbi Nobel-díjas Ferid Murad. Gilman munkáját nagyban segítette, hogy Gordon Tomkins felfedezett egy érzékeny eljárást a receptorok ligandkötésének kimutatására. A 60-as évek végén Martin Rodbell kimutatta, hogy a guanozin-trifoszfát (GTP) fontos szerepet játszik a receptortól érkező szignál továbbításában: Gilman megtalálta, tisztította és jellemezte a fehérjét amelyhez a GTP köt, és amit G-proteinnek neveztek el. A G-proteinek alapvető szerepet játszanak a szignál-transzdukcióban, abban a folyamatban, amely során a kívülről érkező molekula (hormon, növekedési faktor, tápanyag stb.) befolyásolja a sejt belső működését. A felfedezés segítette a sejten belüli folyamatok jobb megértését, a betegségek mechanizmusának kutatását és új gyógyszerek kifejlesztését.
Alfred Gilman 1981-től a dallasi Texasi Egyetem farmakológiai tanszékének vezetője lett. 2004-2009 között ő volt az egyetem Délnyugati Orvostudományi Központjának dékánja. 2006-2009 közötti ellátta a tudományos elnökhelyettesi teendőket is. 2009-2012 között a Texasi Rákmegelőzési és -Kutatási Központ kutatási igazgatójaként tevékenykedett.
Gilman 1990-ben egyik alapítója és igazgatója volt a Regeneron Pharmaceuticals, Inc. gyógyszercégnek, 2005-ben pedig egyik igazgatója lett az Eli Lilly & Co. gyógyszerkonszernnek.

## Elismerései
Alfred G. Gilman és Martin Rodbell 1994-ben orvostudományi Nobel-díjat kapott a G-proteinek felfedezéséért. 1989-ben kitüntették a Columbia Egyetem Louisa Gross Horwitz-díjával, és az orvostudományi alapkutatásért járó Albert Lasker-díjjal. Az Amerikai Tudományos Akadémia 1986-ban tagjai közé választotta.

## Családja
Gilman egyetemista korában ismerkedett meg Kathryn Hedlunddal, akit aztán feleségül vett. Három gyermekük született: Amy, Anne és Theodore Gilman.
Gilman a középső nevét apja munkatársáról, Louis S. Goodmanról kapta, akivel apja közösen írt egy farmakológiai szakkönyvet (Goodman and Gilman’s The Pharmacological Basis of Therapeutics). Maga is gyakran tréfálkozott arról, hogy ő az egyetlen, aki egy tankönyvről kapta a nevét. A későbbiekben Gilman egyetemi tanárként alapvető szerepet játszott a könyv újabb kiadásainak átdolgozásában.